# Usinsk (městský okruh)
Městský okruh Usinsk je komunální útvar v Republice Komi. Administrativním centrem je město Usinsk. Městský okruh Usinsk se počítá mezi rajóny Dálného severu.

## Demografie
- 2002 — 52 845 obyv.
- 2009 — 50 783 obyv.
- 2007 — 51 406 obyv.
- 2010 — 47 229 obyv.
- 2011 — 47 074 obyv.
- 2012 — 46 682 obyv.
- 2013 — 46 096 obyv.
- 2014 — 45 754 obyv.
- 2015 — 45 221 obyv.
- 2016 — 44 799 obyv.

## Administrativní členění
| №. | Sídelní útvar   | Rusky          | Typ sídelního útvaru           | Počet obyvatel |
| -- | --------------- | -------------- | ------------------------------ | -------------- |
| 1  | Akis            | Акись          | osada                          | 130            |
| 2  | Vaskin          | Васькин        | osada                          | 89             |
| 3  | Vozej           | Возей          | obec                           | 0              |
| 4  | Denisovka       | Денисовка      | osada                          | 494            |
| 5  | Zacharvaň       | Захарвань      | osada                          | 378            |
| 6  | Kolva           | Колва          | vesnice                        | 346            |
| 7  | Věrchněkolvinsk | Верхнеколвинск | obec                           | 0              |
| 8  | Kuššor          | Кушшор         | osada                          | 29             |
| 9  | Usť-Lyža        | Усть-Лыжа      | vesnice                        | 345            |
| 10 | Mičajol         | Мичаёль        | obec                           | 0              |
| 11 | Novikbož        | Новикбож       | osada                          | 434            |
| 12 | Parma           | Парма          | sídlo městského typu           | 1 248          |
| 13 | Praskan         | Праскан        | osada                          | 44             |
| 14 | Pripoljarnyj    | Приполярный    | obec                           | 0              |
| 15 | Mutnyj Matěrik  | Мутный Материк | vesnice                        | 977            |
| 16 | Synjanyrd       | Сынянырд       | osada                          | 24             |
| 17 | Usť-Usa         | Усть-Уса       | vesnice                        | 1 028          |
| 18 | Usador          | Усадор         | obec                           | 266            |
| 19 | Usinsk          | Усинск         | město, administrativní centrum | 40 827         |
| 20 | Šeljabož        | Щельябож       | vesnice                        | 570            |